# Бібліотека імені Джамбула Джабаєва
Бібліотека імені Джамбула Джабаєва Подільського району м.Києва.

## Адреса
04123 м. Київ, вулиця Перемишльська, 11/13 тлф 434-47-88

## Характеристика
Площа приміщення бібліотеки - 362 м², бібліотечний фонд - 35,1 тис. примірників. Щорічно обслуговує 4,0 тис. користувачів, кількість відвідувань за рік - 20,0 тис., документовидач - 83,2 тис. примірників.

## Історія бібліотеки
Бібліотека заснована у 1963 році. У 1964 році присвоєно ім'я казахського письменника Джамбула Джабаєва. У бібліотеці працює любительський клуб "Затишок" (для людей похилого віку).В рамках клубу проводяться зустрічі, літературно - музичні вечори, години спогадів, роздумів та ін. Мистецька вітальня „Кольори і звуки. Звуки і кольори” збирає учнівську молодь мікрорайону, яка захоплюється мистецтвом. Для користувачів бібліотеки влаштовуються виставки творів живопису, образотворчого та фотомистецтва. 
Надаються послуги ВСО та МБА.